# Antoine Lagarde
Antoine Lagarde est un médecin généraliste et militant associatif et politique français. Il a été président de la PEEP de 1974 à 1980. 

## Biographie
Antoine Lagarde est né le 1er octobre 1925 à La Rochelle (Charente-Inférieure).
Après des études secondaires au collège Saint-François à Évreux, il fait ses études de médecine à Paris. En 1953, il se marie (il a eu 5 enfants) et s’installe dans un quartier populaire du Havre-Nord, où il exerce jusqu’en 1990. Au cours de ces années, de 1958 à 1979, il est administrateur au Centre hospitalier du Havre.
Au contact des familles, dans ce quartier du Haut-Graville comportant du pavillonnaire et les HLM du baby-boom des années 1960, il est sensibilisé aux difficultés des jeunes et très proche des familles souvent modestes et nombreuses qui peuplaient ce quartier du Havre et dont il devient, dans son métier de médecin, le confident. Il est président d'une association locale en 1968, responsable de l'union locale du Havre deux ans plus tard, puis de l'union régionale de Rouen en 1972.
L’enseignement lui paraissait inadapté, tant dans ses rythmes que dans ses contenus. Il milite au sein de l’Association de la Fédération des parents d'élèves de l'enseignement public, la PEEP, dont il devient le président national de 1974 à 1980, où il succède à Pierre Armand. C'est l’occasion d’une première publication sur les rythmes scolaires. En 1977, il accuse un syndicat d'enseignant, le Syndicat national des instituteurs, de manipuler les élections des représentants des parents d'élèves au profit d'une fédération de parents d'élèves concurrente, la FCPE. Cette affirmation, démentie par l'organisation mise en cause, lui vaudra des réticences durables d'une partie du corps enseignant. Il a également soutenu, au moins dans un premier temps, une réforme de l'éducation nationale conduite par René Haby, une position approuvée lors du congrès de la PEEP en 1975. Cette loi Haby introduisait un « collège unique »,.
Nommé en 1979 au Conseil économique et social, il présente un rapport sur la Réconciliation de l’école et du travail manuel en 1980. Il est remplacé par Jean-Marie Schléret à la présidence de la PEEP en septembre 1980, conformément à une décision du comité fédéral de cette organisation en mai 1980,.
Ses convictions le conduisent à l’action politique. Dans les années 1980, il fonde au Havre l'ANIM, Action Nouvelle d'Initiative Municipale. La Ville du Havre est alors détenue, depuis 1965, par le Parti communiste français. Antoine Lagarde s'oppose aux dogmatismes du PCF et du RPR qui s'enlisaient dans une lutte idéologique et condamnent la Ville du Havre à l'immobilisme. Héritier du personnalisme chrétien, Antoine Lagarde et Annick Faury (Centre des démocrates sociaux) font émerger durablement un courant centriste qui amènera en 1995, lors de la défaite historique du PCF face à Antoine Rufenacht (RPR), la construction d'une majorité nouvelle, ouverte au centre et à la société civile. Il a ainsi contribué à la sortie du « glacis communiste » et de l'impuissance d'une droite qui opposait la ville bourgeoise à la ville ouvrière.
Il est élu conseiller général en 1982 et en 1988, ainsi que conseiller municipal du Havre en 1983.
Antoine Lagarde est mort le 3 décembre 2002, à la suite d’un cancer.

## Hommages
Des distinctions lui ont été décernées au cours de sa vie :
- Officier de la Légion d'honneur ;
- Officier de l'ordre national du Mérite ;
- Chevalier de l'ordre des Palmes académiques ;
- Chevalier de l'ordre du Mérite agricole ;
- Médaille de la jeunesse, des sports et de l'engagement associatif, or.

Après sa mort, la ville du Havre donna son nom à une esplanade située au pied de la rue Cochet, et la commune de Sainte-Adresse rendit hommage à son action en faveur des jeunes en nommant ses écoles maternelle et primaire : groupe scolaire Antoine-Lagarde.